# 洛马 (北达科他州)
洛马（英語：Loma），是美国北达科他州下属的一座城市，建於1905年。根据2010年美国人口普查，该市有人口16人。